# Liste der Monuments historiques in Villars-lès-Blamont
Die Liste der Monuments historiques in Villars-lès-Blamont führt die Monuments historiques in der französischen Gemeinde Villars-lès-Blamont auf.

## Liste der Objekte
| Bezeichnung | Beschreibung                                   | Standort             | Kennzeichnung | Schutzstatus | Datum | Bild |
| ----------- | ---------------------------------------------- | -------------------- | ------------- | ------------ | ----- | ---- |
| Kruzifix    | Holz, farbig gefasst, 16. Jahrhundert St-Mamès | in der Kirche (Lage) | PM25001424    | Classé       | 1979  |      |